# R Monocerotis
R Monocerotis (R Mon / BD+08 1427 / PLX 1550) es una estrella en la constelación de Monoceros, el unicornio. Se encuentra aproximadamente a 2500 años luz de distancia del sistema solar.
R Monocerotis es una estrella masiva situada en el extremo sur de la nebulosa mixta de emisión y reflexión NGC 2261, conocida también como «nebulosa variable de Hubble». Es una estrella T Tauri muy joven —en proceso de formación— con una edad que puede ser de sólo 300 000 años. Está rodeada de un disco de polvo cuyo tamaño es similar al del sistema solar, cuyo brillo cambia de forma irregular reflejando o volviendo a radiar la energía proveniente de la estrella. Este anillo toroidal que rodea la estrella provoca un flujo bipolar asimétrico del mismo tipo que el observado en objetos Herbig-Haro. Además, R Monocerotis es una estrella variable cuyo brillo varía entre magnitud +11,00 y +13,80.
La estrella principal tiene una compañera más pequeña e invisible, probablemente de la misma edad.
La masa de la estrella principal puede estar en torno a 10 masas solares con un radio el doble que el radio solar, mientras que la masa de la estrella secundaria puede ser 1,5 veces mayor que la del Sol. La distancia entre ambas es de 500 UA.